# La Robla
La Robla (asztur-leóni nyelven La Robra) település Spanyolországban, León tartományban. Lakosainak száma 3605 fő (2024).

## Földrajza
La Robla Cuadros, Carrocera, La Pola de Gordón, Matallana de Torío és Garrafe de Torío községekkel határos.

## Népesség
A település lakosságának változását az alábbi diagram mutatja:
| Lakosok száma | 4993 | 4739 | 4713 | 4625 | 4610 | 4387 | 4045 | 3783 | 3654 | 3605 |
|               | 2001 | 2004 | 2007 | 2009 | 2012 | 2014 | 2017 | 2019 | 2022 | 2024 |